# Berneville
Berneville est une commune française située dans le département du Pas-de-Calais en région Hauts-de-France. Ses habitants sont appelés les Bernevillois. La commune est membre de la communauté de communes des Campagnes de l'Artois.

## Géographie

### Localisation
Localisée dans le sud-est du département du Pas-de-Calais, dans l'Artois, Berneville est une commune située à 12 km d'Avesnes-le-Comte et à 10 km à l'ouest d'Arras (chef-lieu d'arrondissement,.
Le territoire de la commune est limitrophe de ceux de cinq communes.
Les communes limitrophes sont Warlus, Simencourt, Wailly, Beaumetz-lès-Loges et Dainville.

### Géologie et relief
La superficie de la commune est de 5,63 km2 ; son altitude varie de 76  à   122 mètres.

### Hydrographie
Le territoire de la commune est situé dans le bassin Artois-Picardie.
La commune est drainée par le Berneville, un petit cours d'eau naturel de 1,3 km, qui ne coule que dans la commune.

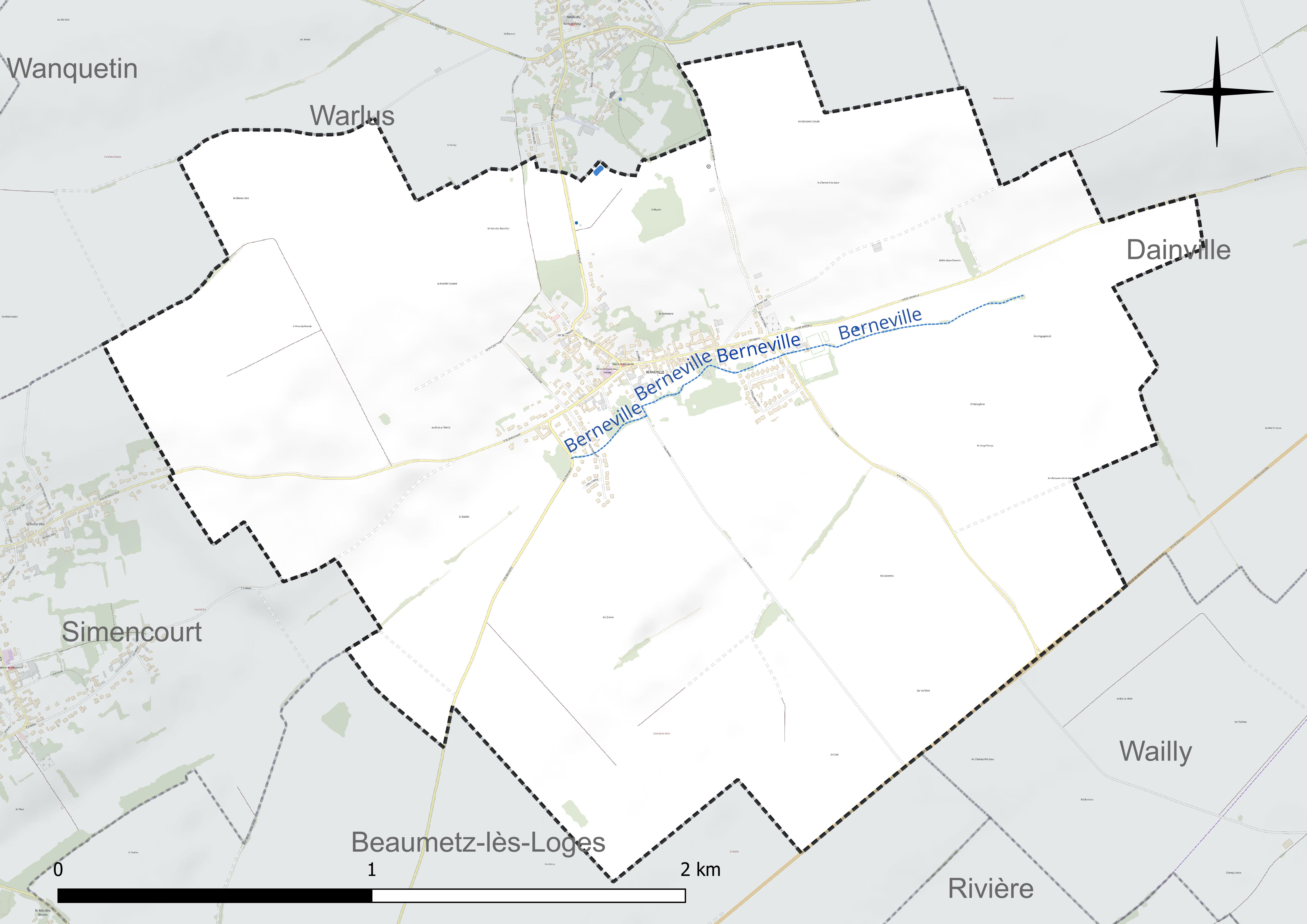
Réseau hydrographique de Berneville.

### Climat
Pour des articles plus généraux, voir Climat des Hauts-de-France et Climat du Pas-de-Calais.
En 2010, le climat de la commune est de type climat océanique dégradé des plaines du Centre et du Nord, selon une étude du CNRS s'appuyant sur une série de données couvrant la période 1971-2000. En 2020, Météo-France publie une typologie des climats de la France métropolitaine dans laquelle la commune est exposée à un climat océanique et est dans la région climatique Nord-est du bassin Parisien, caractérisée par un ensoleillement médiocre, une pluviométrie moyenne régulièrement répartie au cours de l’année et un hiver froid (3 °C).
Pour la période 1971-2000, la température annuelle moyenne est de 10,2 °C, avec une amplitude thermique annuelle de 14,1 °C. Le cumul annuel moyen de précipitations est de 764 mm, avec 12,1 jours de précipitations en janvier et 9 jours en juillet. Pour la période 1991-2020, la température moyenne annuelle observée sur la station météorologique la plus proche, située sur la commune de Saulty à 12 km à vol d'oiseau, est de 10,4 °C et le cumul annuel moyen de précipitations est de 899,7 mm,. Pour l'avenir, les paramètres climatiques de la commune estimés pour 2050 selon différents scénarios d'émission de gaz à effet de serre sont consultables sur un site dédié publié par Météo-France en novembre 2022.

### Paysages
Pour un article plus général, voir Paysage en France.
La commune s'inscrit dans les « paysages des grandes plaines arrageoises et cambrésiennes » tels qu'ils sont définis dans l'atlas de paysages de la région Nord-Pas-de-Calais, conçu par la direction régionale de l'Environnement, de l'Aménagement et du Logement (DREAL),.
Ces « paysages des grandes plaines arrageoises et cambrésiennes », qui concernent 238 communes, sont constitués de 80,36 % de cultures, de 8,01 % d'espaces artificialisés avec les communes principales de Cambrai, Caudry, Bapaume et Avesnes-le-Comte, de 7,25 % de prairies naturelles, permanentes, de 3,19 % de forêts et de milieux semi-naturels, 0,77 % de friches industrielles, de 0,38 % de cours d'eau et plan d'eau et de 0,04 % d’espaces industriels. Ces paysages sont dominés par les « grandes cultures » de céréales et de betteraves industrielles qui représentent 70 % de la surface agricole utilisée (SAU).

## Urbanisme

### Typologie
Au 1er janvier 2024, Berneville est catégorisée bourg rural, selon la nouvelle grille communale de densité à sept niveaux définie par l'Insee en 2022.
Elle est située hors unité urbaine. Par ailleurs la commune fait partie de l'aire d'attraction d'Arras, dont elle est une commune de la couronne,. Cette aire, qui regroupe 163 communes, est catégorisée dans les aires de 50 000 à moins de 200 000 habitants,.

### Occupation des sols
L'occupation des sols de la commune, telle qu'elle ressort de la base de données européenne d’occupation biophysique des sols Corine Land Cover (CLC), est marquée par l'importance des territoires agricoles (93,6 % en 2018), une proportion identique à celle de 1990 (93,6 %). La répartition détaillée en 2018 est la suivante : 
terres arables (91,7 %), zones urbanisées (6,4 %), prairies (2 %). L'évolution de l’occupation des sols de la commune et de ses infrastructures peut être observée sur les différentes représentations cartographiques du territoire : la carte de Cassini (XVIIIe siècle), la carte d'état-major (1820-1866) et les cartes ou photos aériennes de l'IGN pour la période actuelle (1950 à aujourd'hui).

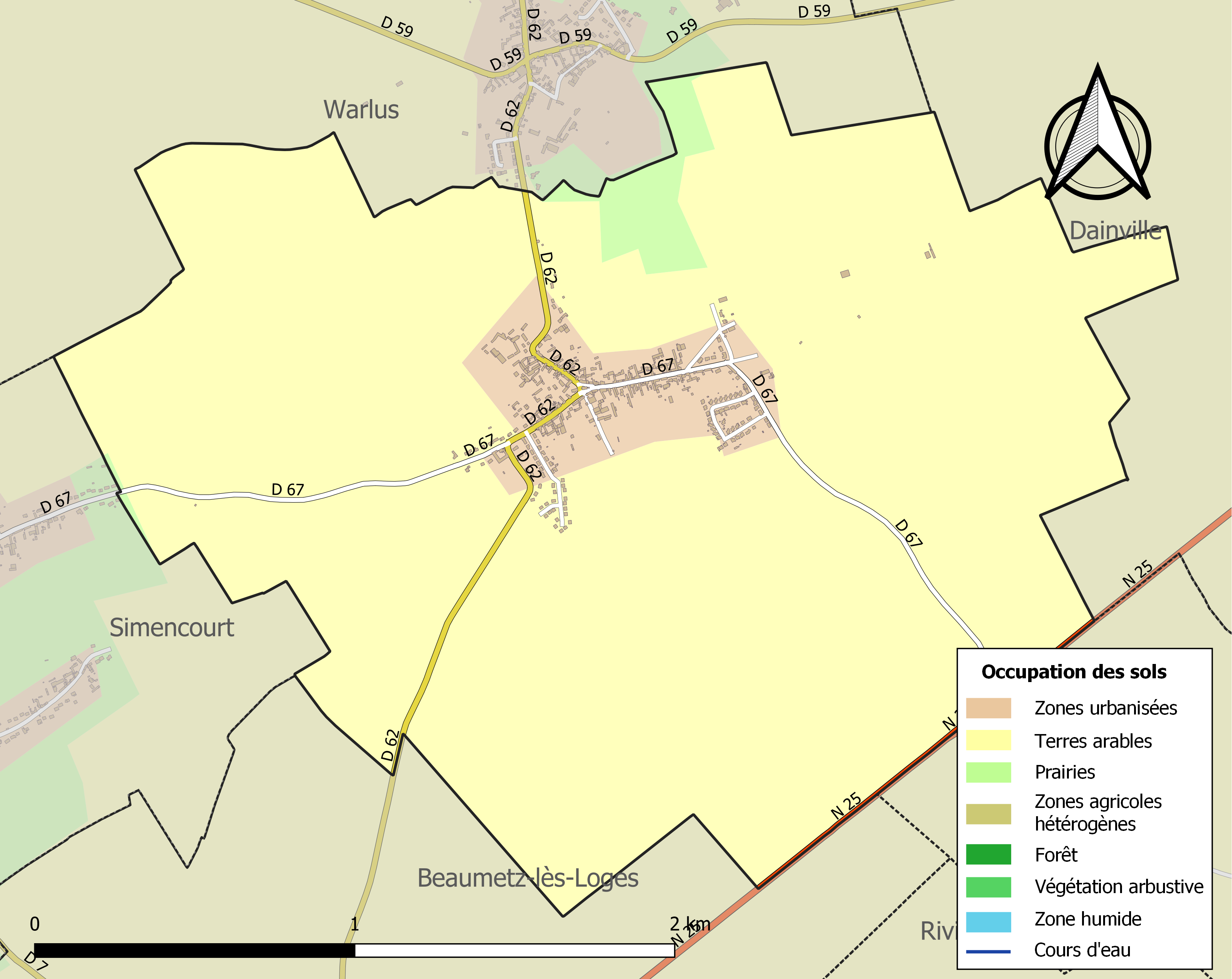
Carte des infrastructures et de l'occupation des sols de la commune en 2018 (CLC).

### Voies de communication et transports

#### Voies de communication
La commune est desservie par les routes départementales D 62, D 67 et la N 25 qui relie Arras et Amiens.

#### Transport ferroviaire
La commune se trouve à 10 km de la gare d'Arras, située sur la ligne de Paris-Nord à Lille. C'est une gare de la Société nationale des chemins de fer français (SNCF), desservie par des TGV inOui et des trains régionaux du réseau TER Hauts-de-France.

## Toponymie
Le nom de la localité est attesté sous les formes Bernivilla en 680; Berneia villa en 765.
Ce nom de lieu est référencé comme Bernéville (avec un accent aigu sur le e, c'est-à-dire é) par Albert Dauzat qui se base sur cette forme et la forme ancienne Berneia villa pour émettre l'hypothèse d'un toponyme gaulois du type *Berniacum, variante des plus courants Bernay, Bernac (voir ces noms). Il a été associé plus tardivement à l'appellatif gallo-roman VILLA « grand domaine rural », d'où ville. Ce processus est bien attesté ailleurs, par exemple : Tonneville (Seine-Maritime, Taunacum villa 702 - 704).
En revanche, Ernest Nègre cite ce nom sous la forme Berneville. Si la forme primitive Bernivilla est juste, il s'agit d'une formation médiévale en -ville au sens ancien de « domaine rural », précédée d'un anthroponyme germanique comme dans la plupart des cas. Berni- représente alors une latinisation Bernus au génitif du nom de personne germanique Berno. Par ailleurs, Albert Dauzat croit reconnaître Berno dans divers noms de lieux comme : Bernon (Aude) et dans le nom de famille Bernon (ancien prénom).

## Histoire
Avant la Révolution française, Berneville est le siège d'une seigneurie. Celle-ci est érigée en baronnie avant 1627.
Le 12 août 1627, la terre et seigneurie de Lières est érigée en vicomté au profit de Gilles de Lières, chevalier, seigneur dudit lieu, baron du Val et de Berneville, gouverneur de Lens.
Gilles-François de Lières bénéficie d'une sentence de noblesse accordée le 26 août 1697. Il lui est reconnu le droit de se qualifier de baron de Berneville.
Maurice-Lucien Hanot, dit Maurice d'Hartoy est natif de Berneville.
Lors de la Première Guerre mondiale, Berneville est le lieu de cantonnement du Royal Newfoundland Regiment le 9 mai 1917.
Un groupe d’officiers se repose, parmi eux le commandant, le lieutenant-colonel Hadow, le commandant en second et le lieutenant-colonel Robertson qui ont participé à la bataille d’Arras le 14 avril 1917.
Le régiment tout équipé en marche, à travers Berneville, accompagné de mules, de chariots et d’officiers montés.
Cette guerre de 14-18 nous a laissé le souvenir de trois soldats anglais et un lieutenant enterré lors de la guerre 39-45.

## Politique et administration

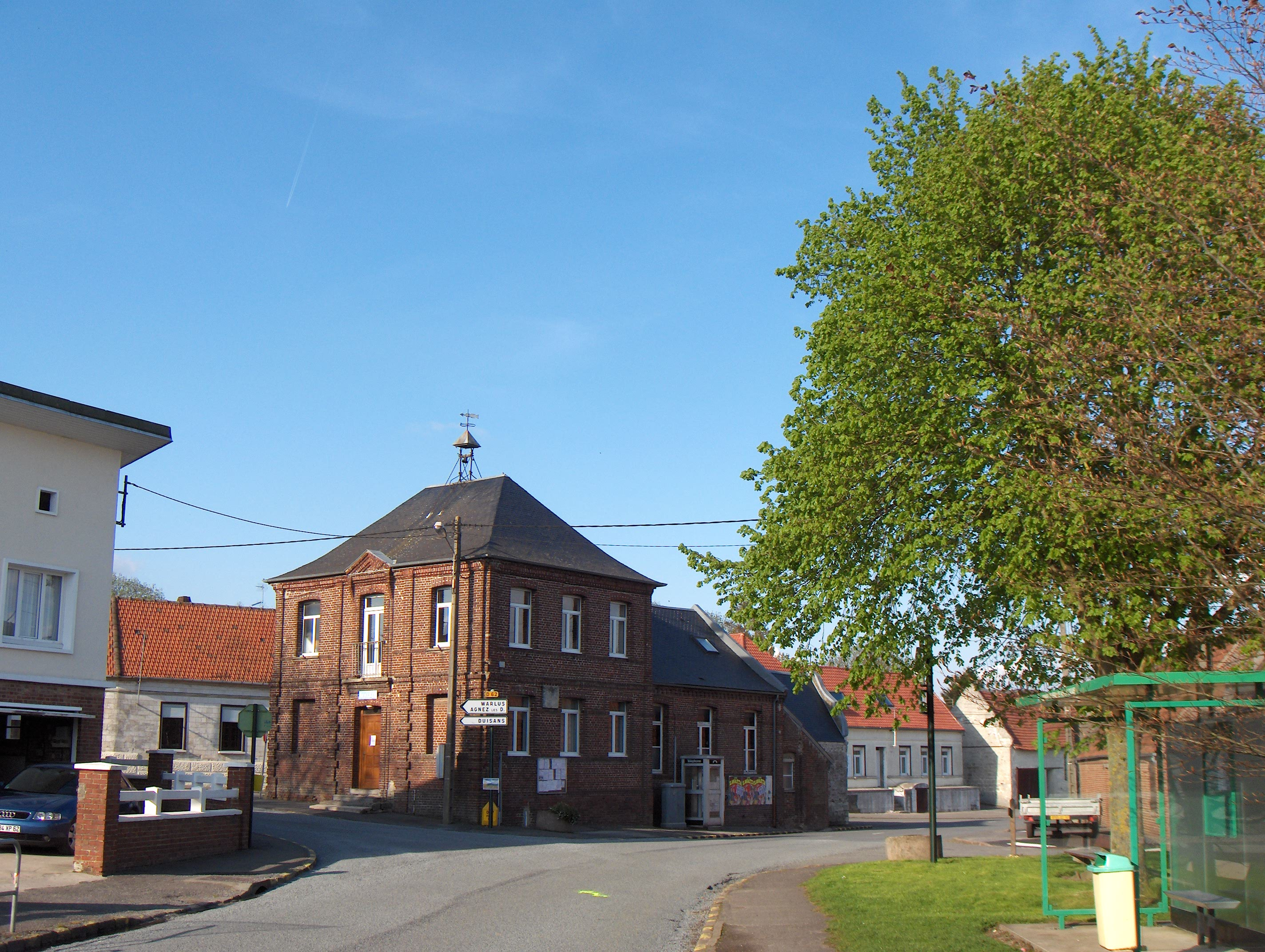
La mairie.

### Découpage territorial
La commune se trouve, depuis 1801, dans l'arrondissement d'Arras du département du Pas-de-Calais.

#### Commune et intercommunalités
La commune est membre de la communauté de communes des Campagnes de l'Artois qui regroupe 96 communes et totalise 33 141 habitants en 2021.

#### Circonscriptions administratives
La commune était rattachée au canton de Bernevillle (1793) puis au canton de Beaumetz-lès-Loges (1801) et aujourd'hui au canton d'Avesnes-le-Comte.

#### Circonscriptions électorales
Pour l'élection des députés, la commune fait partie de la première circonscription du Pas-de-Calais.

### Élections municipales et communautaires

#### Liste des maires
| Période                                  | Période                       | Identité           | Étiquette | Qualité                       |
| ---------------------------------------- | ----------------------------- | ------------------ | --------- | ----------------------------- |
| Les données manquantes sont à compléter. |                               |                    |           |                               |
| 1984                                     | 1996                          | Lucien Béthencourt |           |                               |
| 1996                                     | 2020                          | Jean-Jacques Duhem |           | ,                             |
| 23 mai 2020                              | En cours (au 20 Juillet 2020) | Julien Bellengier  |           | Cadre de la fonction publique |

## Équipements et services publics

### Justice, sécurité, secours et défense
La commune dépend du tribunal judiciaire d'Arras, du conseil de prud'hommes d'Arras, de la cour d'appel de Douai, du tribunal de commerce d'Arras, du tribunal administratif de Lille, de la cour administrative d'appel de Douai et du tribunal pour enfants d'Arras.

## Population et société

### Démographie
Les habitants de la commune sont appelés les Bernevillois.

#### Évolution démographique
L'évolution du nombre d'habitants est connue à travers les recensements de la population effectués dans la commune depuis 1793. Pour les communes de moins de 10 000 habitants, une enquête de recensement portant sur toute la population est réalisée tous les cinq ans, les populations de référence des années intermédiaires étant quant à elles estimées par interpolation ou extrapolation. Pour la commune, le premier recensement exhaustif entrant dans le cadre du nouveau dispositif a été réalisé en 2008.

En 2022, la commune comptait 475 habitants, en évolution de −3,06 % par rapport à 2016 (Pas-de-Calais : −0,72 %, France hors Mayotte : +2,11 %).
| 1793 | 1800 | 1806 | 1821 | 1831 | 1836 | 1841 | 1846 | 1851 |
| ---- | ---- | ---- | ---- | ---- | ---- | ---- | ---- | ---- |
| 342  | 341  | 388  | 408  | 452  | 460  | 467  | 461  | 467  |

| 1856 | 1861 | 1866 | 1872 | 1876 | 1881 | 1886 | 1891 | 1896 |
| ---- | ---- | ---- | ---- | ---- | ---- | ---- | ---- | ---- |
| 492  | 506  | 498  | 497  | 510  | 485  | 478  | 458  | 479  |

| 1901 | 1906 | 1911 | 1921 | 1926 | 1931 | 1936 | 1946 | 1954 |
| ---- | ---- | ---- | ---- | ---- | ---- | ---- | ---- | ---- |
| 438  | 424  | 392  | 375  | 344  | 339  | 310  | 301  | 301  |

| 1962 | 1968 | 1975 | 1982 | 1990 | 1999 | 2006 | 2008 | 2013 |
| ---- | ---- | ---- | ---- | ---- | ---- | ---- | ---- | ---- |
| 297  | 252  | 235  | 361  | 493  | 488  | 441  | 427  | 502  |

| 2018 | 2022 | - | - | - | - | - | - | - |
| ---- | ---- | - | - | - | - | - | - | - |
| 470  | 475  | - | - | - | - | - | - | - |

#### Pyramide des âges
En 2018, le taux de personnes d'un âge inférieur à 30 ans s'élève à 31,2 %, soit en dessous de la moyenne départementale (36,7 %). À l'inverse, le taux de personnes d'âge supérieur à 60 ans est de 27,0 % la même année, alors qu'il est de 24,9 % au niveau départemental.
En 2018, la commune comptait 220 hommes pour 250 femmes, soit un taux de 53,19 % de femmes, légèrement supérieur au taux départemental (51,5 %).
Les pyramides des âges de la commune et du département s'établissent comme suit.
| Hommes | Classe d’âge | Femmes |
| ------ | ------------ | ------ |
| 0,0    | 90 ou +      | 0,8    |
| 2,7    | 75-89 ans    | 6,4    |
| 24,1   | 60-74 ans    | 20,0   |
| 24,5   | 45-59 ans    | 23,2   |
| 16,8   | 30-44 ans    | 18,8   |
| 11,8   | 15-29 ans    | 12,8   |
| 20,0   | 0-14 ans     | 18,0   |

| Hommes | Classe d’âge | Femmes |
| ------ | ------------ | ------ |
| 0,5    | 90 ou +      | 1,6    |
| 5,6    | 75-89 ans    | 8,9    |
| 16,7   | 60-74 ans    | 18,1   |
| 20,2   | 45-59 ans    | 19,2   |
| 18,9   | 30-44 ans    | 18,1   |
| 18,2   | 15-29 ans    | 16,2   |
| 19,9   | 0-14 ans     | 17,9   |

## Culture locale et patrimoine

### Lieux et monuments
- L'église Saint-Géry. Elle est attenante à une ferme qui est l'ancien prieuré de l’abbaye Saint-Vaast, elle fut construite sur une partie des propriétés des moines, plus particulièrement à l’emplacement d’une des deux tours de l’ancien prieuré. Le bâtiment est en pierre, une architecture classique avec une grosse tour carrée, le dernier niveau de celle-ci renferme une cloche en bronze fondue en 1737. Près du portail latéral se trouve un cadran solaire, identique à celui de la mairie, surmonté d’un masque formant une console qui portait préalablement une statue, aujourd’hui disparue. Rénovée en 2011.
- L'abbaye. En 653, le roi mérovingien Thierry III fit don de la terre de Berneville à l'abbaye Saint-Vaast, qui la garda jusqu'en 1790. La tourelle et les bâtiments annexes sont les derniers vestiges de prieuré qui dépendait de cette puissante abbaye[37].
- La chapelle Sainte-Marie. Elle présente un pignon chantourné à volutes creusé d’une petite niche ; la base et la façade sont en pierre, le reste du bâtiment est en brique. Édifié au XVIIIe siècle, rebâti en 1814, cet oratoire a connu une restauration après la Seconde Guerre mondiale et une autre en 1993.
- Le monument aux morts[38].

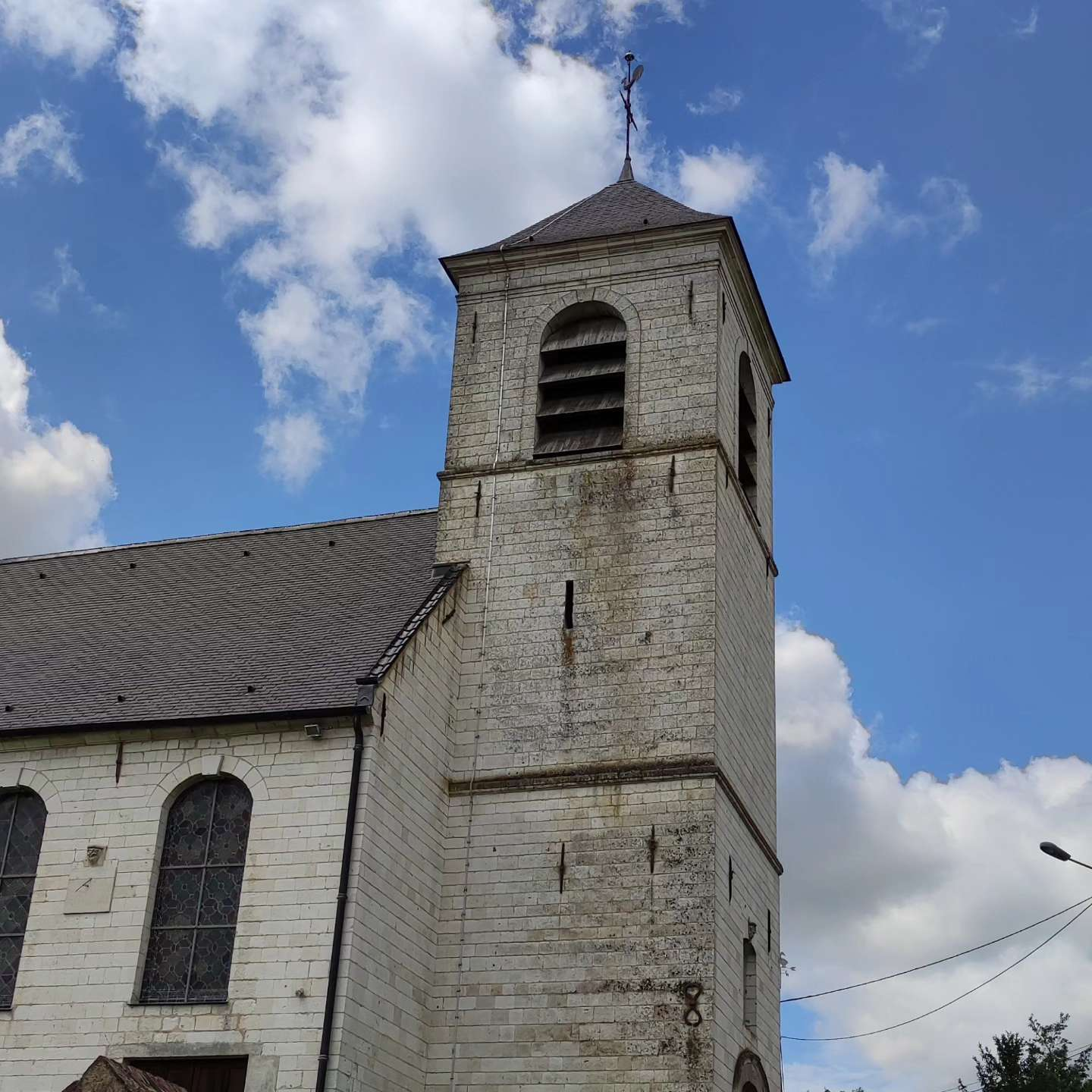
Le clocher de l'église.
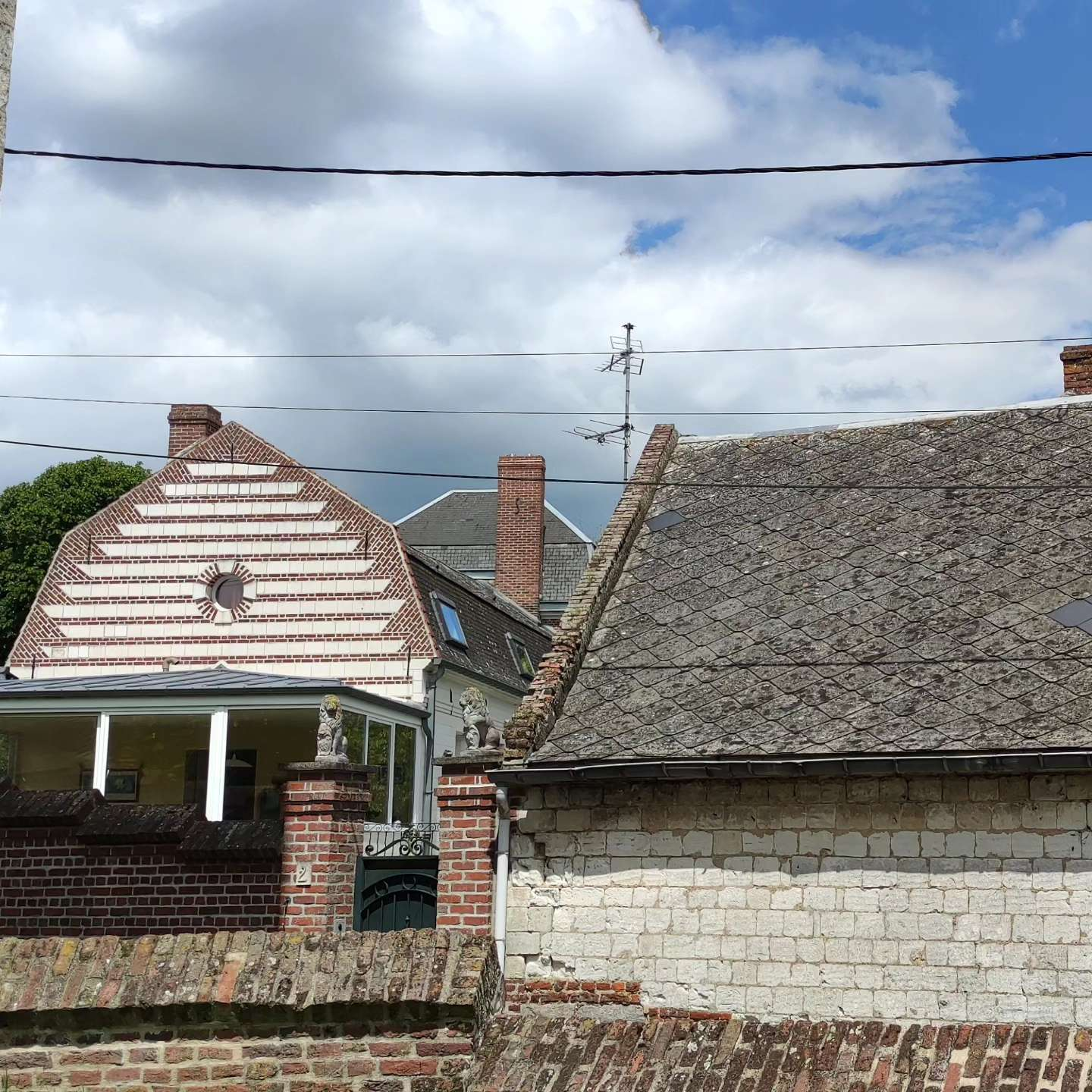
Le prieuré de l'abbaye Saint-Vaast.
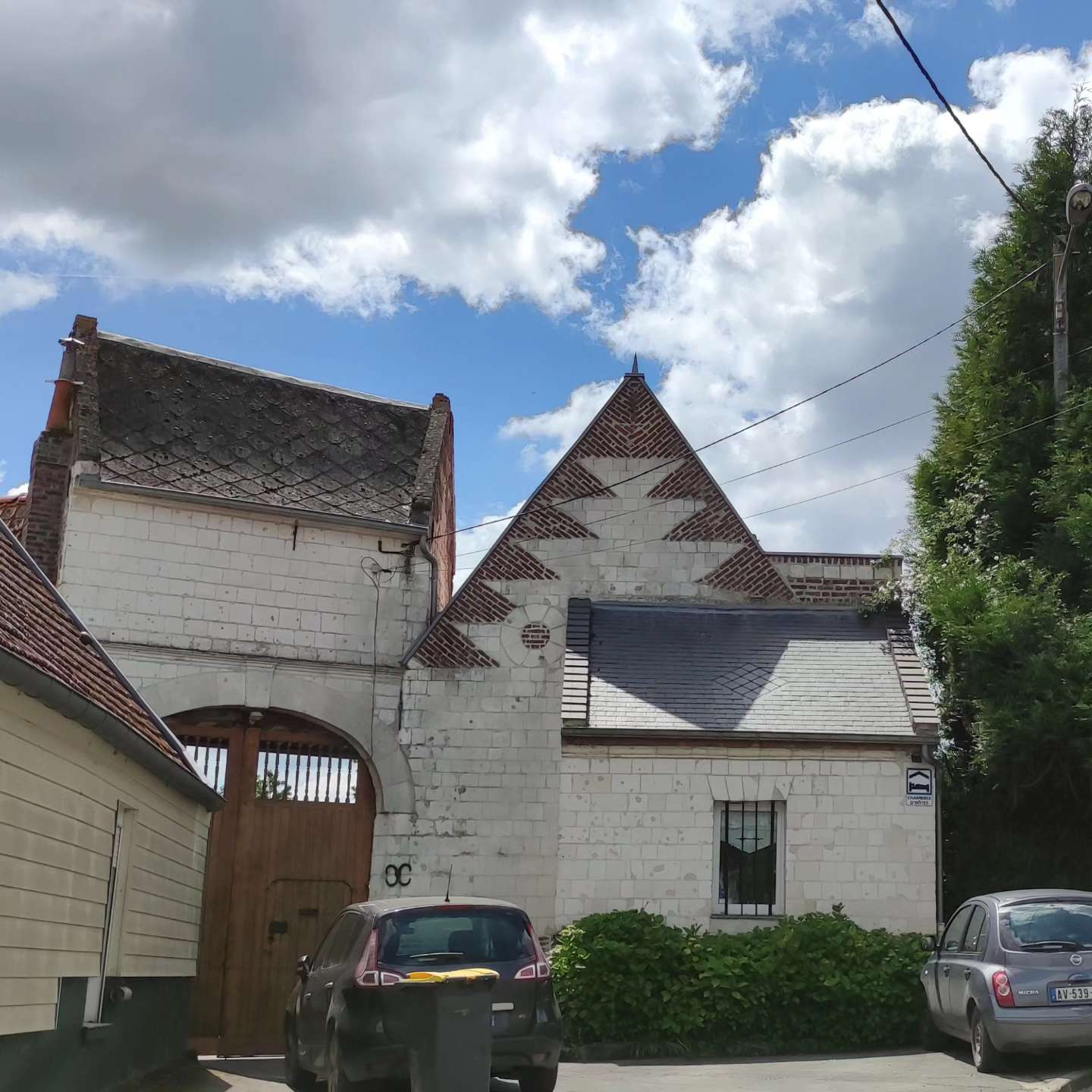
L'abbaye de Berneville.

### Personnalités liées à la commune
- Gillebert de Berneville est un trouvère du XIIIe siècle, né à Berneville.
- Maurice d'Hartoy (1892-1981), militaire, homme politique et écrivain français, fondateur du mouvement des Croix-de-Feu. Né et inhumé à Berneville, nombre de ses publications ont été confiées à la bibliothèque de Berneville par ses descendants.

### Héraldique
| Blason de Berneville | Blason  | D'or à trois roses de gueules tigées et feuillées de sinople. |
| Blason de Berneville | Détails | Le statut officiel du blason reste à déterminer.              |

## Pour approfondir